# Kristianstads IP
Kristianstads IP är en idrottsanläggning för fotboll, friidrott och amerikansk fotboll i Kristianstad i Skåne. Den ursprungliga läktaren härstammade från Baltiska utställningen i Malmö 1914, då den köptes för en billig penning på autktion efter utställningen. De första åren var läktaren utan tak, utan det tillkom senare. Läktaren har sedan dess ersatts av en ny läktare som inrymmer omkädningsrum och andra faciliteter, men så sent som 1959 fanns den ursprungliga läktaren kvar.
Kristianstads IP var tidigare hemmaarena för fotbollsklubben Kristianstad FC och dess föregångare Kristianstads FF och IFK Kristianstad samt för Kristianstad Predators i amerikansk fotboll. Dessa klubbar flyttade 2018 till den nybyggda Kristianstads fotbollsarena precis i närheten. Publikrekordet för en fotbollsmatch är 12 252 och sattes den 7 juni 1960 i en match i Division II Sydöstra Götaland mot Högadals IS.